# Libuše Kozáková
Libuše Kozáková (4. listopadu 1935 v Levicích) je česká překladatelka z ruštiny, redaktorka a editorka. Je dcerou akademického malíře Bohuslava Kozáka. Překládala především prózu a literaturu faktu.

## Život
Narodila se na Slovensku, ale od roku 1938 žije v Čechách, od roku 1946 v Praze. Její otec brzy zemřel, matka se znovu provdala za spisovatele Jiřího Marka.
Po maturitě studovala v letech 1955-1960 ruštinu a češtinu na Filozofické fakultě Univerzity Karlovy (FF UK), titul PhDr. získala v roce 1967. V letech 1960-1968 působila jako redaktorka v časopise Svět Sovětů, v letech 1969-1970 byla redaktorkou v časopise Mona. Jako dokumentátorka ve Fyziologickém ústavu Akademie věd České republiky (bývalý Fyziologický ústav Československé akademie věd) pracovala v letech 1970-1990, v roce 1990 působila v měsíčníku Maxima, od roku 1991 byla zaměstnána jako redaktorka časopisu Křížovka, později Sfinga křížovka.
Její manžel Karel Kostroun (1927-2004), literární historik, literární kritik a publicista, patřil mezi první signatáře Charty, působil v časopise Plamen. S vydáváním překladů měla proto v 70. a 80. letech problémy, některé z překladů vyšly pod jmény Ludmila Dušková (filoložka, překladatelka ruštiny a redaktorka) a Věra Menclová (literární historička, překladatelka z ruštiny a slovenštiny). Libuše Kozáková byla jednou z prvních překladatelek díla Alexandra Solženicyna Souostroví Gulag. První překlad vyšel v samizdatu, první oficiální překlad v roce 1990. Spolu s ní se na tajném překladu podíleli Ludmila Dušková, Jan Zábrana a Jana Neumannová.

## Dílo
Překlady knih (výběr)
- Semjonov, Georgij: Milující ženy (Večerom posle dožďja / K zime, minuja oseň; PP, Praha, Práce 1974, jako Věra Menclová)

- Aksjonov, Vasilij: Jak jsem zachránil fotbalovou republiku (Moj děduška - pamjatnik; R, Praha, Olympia 1975, jako Ludmila Dušková)
- Dombrovskij, Jurij: Černá dáma (Smuglaja ledi; N, Praha, Odeon 1972, jako Věra Menclová)
- Ustijev, Jevgenij Konstantinovič: U pramenů zlaté řeky (U istokov zologoj reki/Po tu storonu noči; Praha, Orbis 1976)
- Štilmark, Felix Robertovič Volání tajgy (Tajožnyje dali; Praha, Orbis 1977)
- Andrejev, Leonid: Přízraky (P, in: Velký slam, Praha, Lidové nakladatelství 1987, jako Ludmila Dušková)
- Solženicyn, Alexandr: Souostroví Gulag (Archipelag Gulag; lF, Praha, OK centrum 1990, + další překladatelé)

- Inov /Ivanov/, Igor: Jan Werich: Jak to všechno bylo, pane Werichu? (LF, Praha, Karolinum 1992)

Knihy vydané vlastním nákladem
- Kozáková, Libuše. ... a z mé lásky bude román. VEGA-L, 2015. ISBN 978-80-87275-98-6. Výběr korespondence mezi Květou Markovou (Kozákovou) a Jiřím Markem.

- Kozáková, Libuše. Bylo málo dnů, v nichž štěstí zaspalo. VEGA-L, 2019. ISBN 978-80-88072-47-8.  Kniha o otci vznikla ze vzpomínek matky Květy Kozákové, z rodinné korespondence a z archivu. Součástí knihy jsou i reprodukce obrazů otce.